# Hejtmánkovice
Obec Hejtmánkovice (německy Hauptmannsdorf) se nachází v okrese Náchod, kraj Královéhradecký. Žije zde 578 obyvatel. Obcí protéká Liščí potok.

## Historie
První písemná zmínka o obci pochází z roku 1296.
Roku 1847 na území obce dopadl meteorit.
Po vysídlení Němců po druhé světové válce začala obec upadat. V roce 1898 již měly Hejtmánkovice 1 333 obyvatel, v roce 2018 méně, než polovinu tohoto počtu. V roce 1986 byly Hejtmánkovice připojeny, přes nesouhlas obyvatel, k Broumovu. Obec se znovu osamostatnila v roce 1990. Do jejího základního vybavení patří vodovod, kanalizace a plynofikace. Je zde knihovna, mateřská školka a kadeřnictví (údaje roku 2018). Současný počet obyvatel, který trvale přesahuje 600, byl v letech 2013–2018 v zásadě stabilní.

## Mlýnský vrch
V severní části nad Hejtmánkovicemi se vypíná Mlýnský vrch (521 m n. m.), který je významnou přírodní lokalitou. Na jeho jižním svahu se nachází (severně Hejtmánkovice) Hejtmánkovická stráň a jižně Hejtmánkovic Hejtmánkovický (také Kinclův) rybník, obě tyto lokality jsou chráněným přírodním územím. Hejtmánkovická stráň je porostlá druhově bohatou travní a křovinatou flórou a jsou zde zbytky vlhkých luk a mokřin. Mlýnský vrch je tvořen permskými usazeninami. Na jeho svazích byly odkryty Malý lom (ryolitové tufy), Velký lom (kamenolom na ryolitové tufy) a lom pod Rájem (permské červené jílovce s hlízami dolomitu). Lokalita Mlýnského vrchu je nalezištěm fosilií rostlin a živočichů.
Z Broumova přes Mlýnský vrch do Meziměstí vede  červená turistická stezka.

## Osobnosti
- Anton Just – československý politik německé národnosti, meziválečný senátor
- Josef Edler von Schroll – rakousko-uherský průmyslník

## Doprava
Obcí Hejtmánkovice vedou silnice druhé třídy:
- II/303 Náchod–Hronov–Police nad Metují–Broumov–Janovičky (státní hranice)
- II/302 Starostín (státní hranice)–Meziměstí–Hejtmánkovice–Broumov–Otovice (státní hranice)

## Pamětihodnosti
- Socha Bičovaní Krista
- Venkovské usedlosti čp. 19, 21, 37, 49, 60, 78, 88, 95, 100, 104, 113, 119, 136, 140, 141, 192,
- výměnek čp. 72
- Sloup se sousoším Nejsvětější Trojice a Korunování P. Marie

## Zajímavost
- V době sedmileté války (1756–1763) měl v Hejtmánkovicích v roce 1760 dočasně hlavní stan polní maršál Leopold Daun.[10]
- dne 14. července 1847 dopadl u Hejtmánkovic meteorit.[7]